# Tristrophis venerata
Tristrophis venerata är en fjärilsart som beskrevs av Thierry-mieg 1903. Tristrophis venerata ingår i släktet Tristrophis och familjen mätare. Inga underarter finns listade i Catalogue of Life.